# Monte Belo do Sul
Monte Belo do Sul è un comune del Brasile nello Stato del Rio Grande do Sul, parte della mesoregione del Nordeste Rio-Grandense e della microregione di Caxias do Sul.

## Storia
Monte Belo do Sul è un comune che si è emancipato il 20 marzo 1992 dalla colonia Dona Isabel, creata il 24 maggio 1870.
La città è stata fondata nel 1877 da coloni italiani provenienti da Udine, Mantova, Cremona, Venezia, Vicenza, Treviso, Bergamo, Modena e Belluno.
La città era totalmente abitata da italiani, per un totale di 416 famiglie.
Dal 1898 al 1945 è stata chiamata Montebello, probabilmente a causa della posizione geografica della sede del distretto o anche in onore della celebre battaglia che fu combattuta nel nord Italia. Dal 1945 al 1949 è stata chiamata Caturetã, che in lingua indiana significa Buon Popolo. Dal 1949 al 1992 è stata chiamata Monte Belo, e dal 20 marzo 1992 (l'emancipazione del comune) è stato chiamata Monte Belo do Sud.

## Amministrazione

### Gemellaggi
- Schiavon